# Măgurele (okręg Prahova)
Măgurele – wieś w Rumunii, w okręgu Prahova, w gminie Măgurele. W 2011 roku liczyła 3297 mieszkańców.